# Егоровка (Прилукский район)
Егоровка (укр. Єгорівка) — село в Прилукском районе Черниговской области Украины. Население — 755 человек. Занимает площадь 1,327 км². Расположено на реке Калышевка.
Код КОАТУУ: 7424182202. Почтовый индекс: 17515. Телефонный код: +380 4637.

## География
Расстояние до районного центра:Прилуки : (5 км.), до областного центра:Чернигов (128 км.), до столицы:Киев (138 км.).  Ближайшие населенные пункты: Манджосовка 1 км, Дедовцы и Замостье 2 км, Капустинцы 3 км.

## Власть
Орган местного самоуправления — Дедовецкий сельский совет. Почтовый адрес: 17508, Черниговская обл., Прилукский р-н, с. Манжосовка, ул. Героев Войны, 89.

## История
Егоровка после 1945 года выделилась из Прилук
1. ↑  Егоровка на сайте Верховной рады Украины.  (укр.)
2. ↑  [www.komandirovka.ru/cities/egorovkaa/ Село Егоровка Прилукского района Черниговской области]. www.komandirovka.ru. Дата обращения: 12 января 2022.
3. ↑  M-36 карты СССР. Киев, Черкассы, Чернигов, Днепропетровск. www.etomesto.ru. Дата обращения: 12 января 2022.
4. ↑  Карта РККА M-36 (А). Киевская, Черниговская, Гомельская области. www.etomesto.ru. Дата обращения: 12 января 2022.